# Kennywood
Kennywood est un parc d'attractions situé à West Mifflin, près de Pittsburgh, en Pennsylvanie, aux États-Unis. 
Le parc est l'un des deux seuls parcs d'attractions (avec Rye Playland Park) à être inscrit au Registre national des lieux historiques du pays. Parmi ses attractions on compte notamment trois vieilles montagnes russes en bois.  
Le 11 décembre 2007, Kennywood Entertainment a annoncé la vente de Kennywood ainsi que de quatre autres parcs du nord des États-Unis au groupe espagnol Parques Reunidos.

## Histoire
À ses débuts, le parc dirigé par la famille Kenny ne ressemblait qu'à une plantation en bord de rivière. Les gens commencèrent à venir s'y installer pour pique-niquer. Le parc commença réellement son activité en 1898 comme trolley park. Très vite le parc généra plus de revenus que le tramway lui-même. Cependant la Pittsburg Street Railway Company chercha à s'éloigner de cette activité et vendit le parc à A.S. McSwigan et Frederick W. Henninger en 1906. Ces deux derniers travaillèrent ensemble pour agrandir le parc et l'agrémenter d'attractions.
Plébiscité par la classe ouvrière, le parc devient un lieu de récréation agréable, où l'on trouve entre autres des piscines et une salle de bal. 

## Les attractions

### Montagnes russes

#### Opérationnelles
| Nom de l'attraction | Type                                                                                  | Constructeur                | Année |
| ------------------- | ------------------------------------------------------------------------------------- | --------------------------- | ----- |
| Exterminator        | Wild Mouse Montagnes russes tournoyantes                                              | Reverchon                   | 1999  |
| Jack Rabbit         | Montagnes russes en bois                                                              | Charile Mach/John A. Miller | 1921  |
| Lil' Phantom        | Montagnes russes assises junior                                                       | Molina & Son's              | 1996  |
| Phantom's Revenge   | Hyper montagnes russes Méga montagnes russes Montagnes russes en métal                | D. H. Morgan Manufacturing  | 1991  |
| Racer               | Montagnes russes en bois Duel de montagnes russes Montagnes russes à anneau de Möbius | Charile Mach/John A. Miller | 1927  |
| Sky Rocket          | Lancée                                                                                | Premier Rides               | 2010  |
| Steel Curtain       | Assises                                                                               | S&S - Sansei Technologies   | 2019  |
| Thunderbolt         | Montagnes russes en bois                                                              | Andy Vettel                 | 1924  |

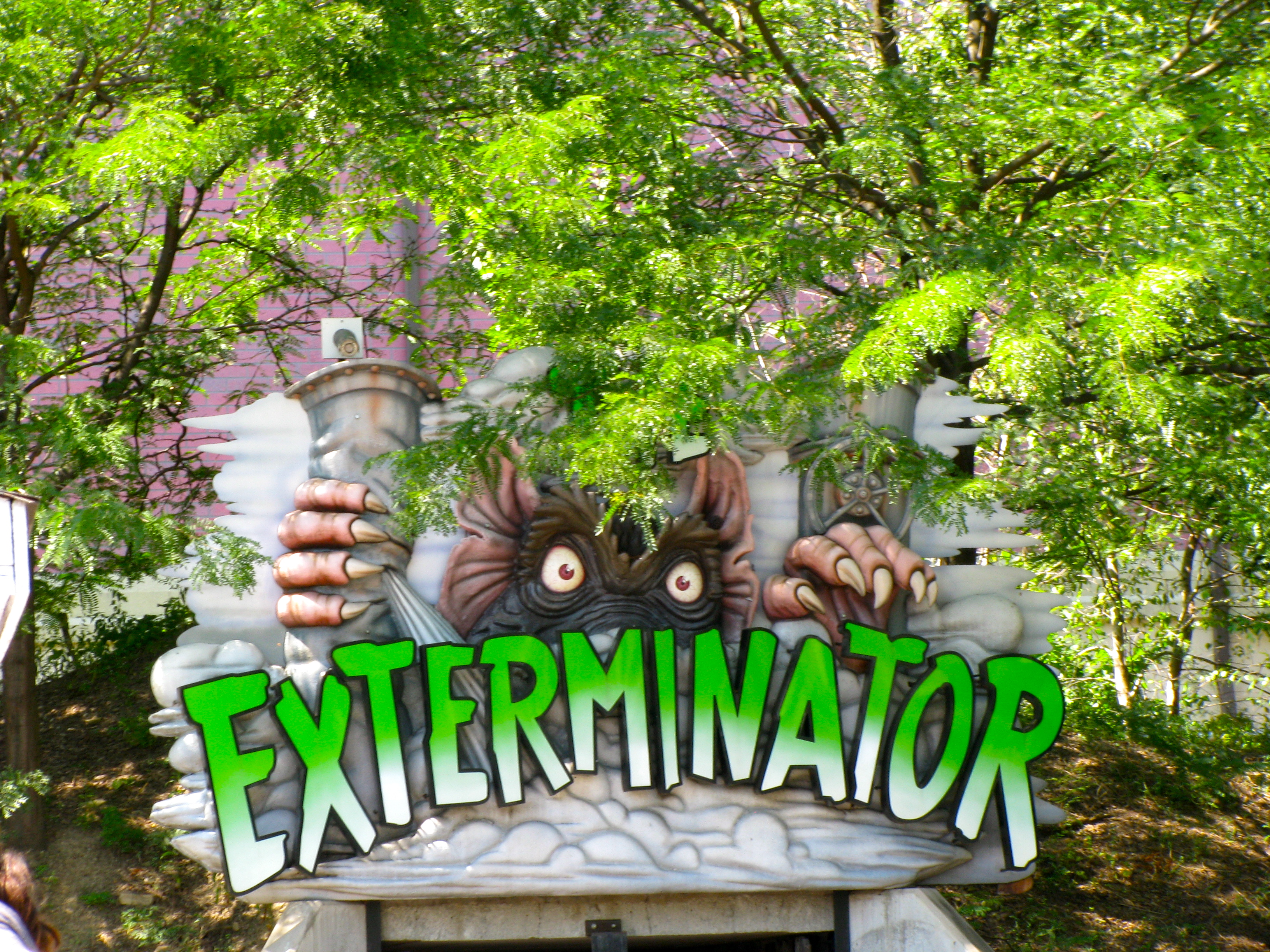
Exterminator
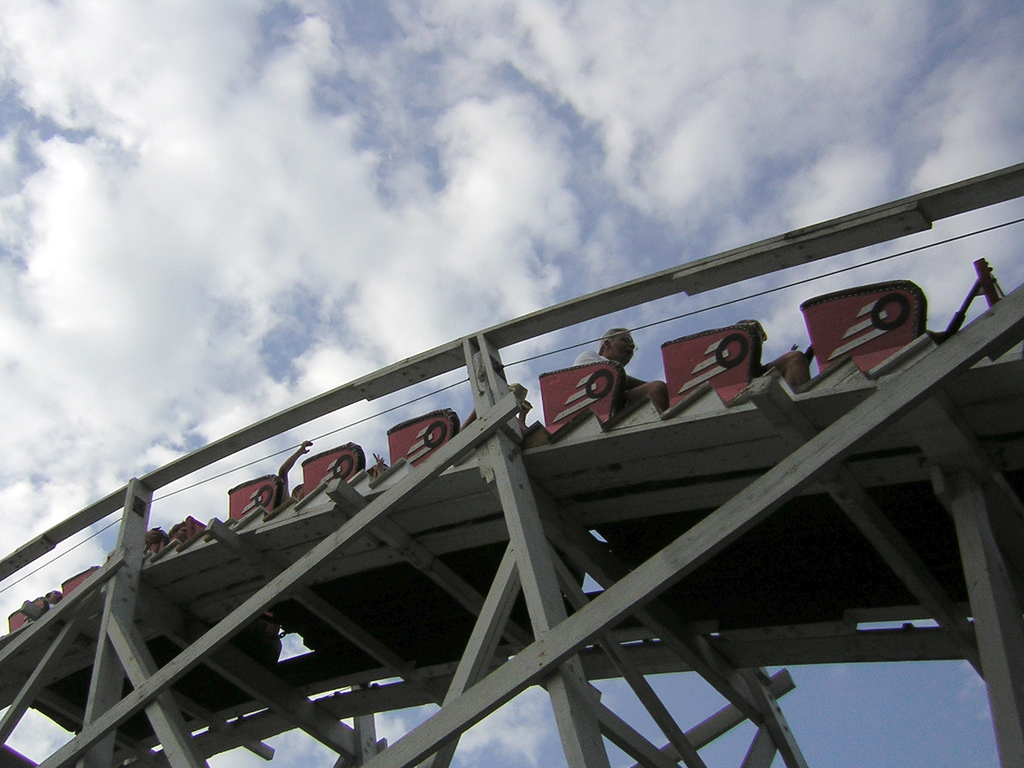
Jack Rabbit
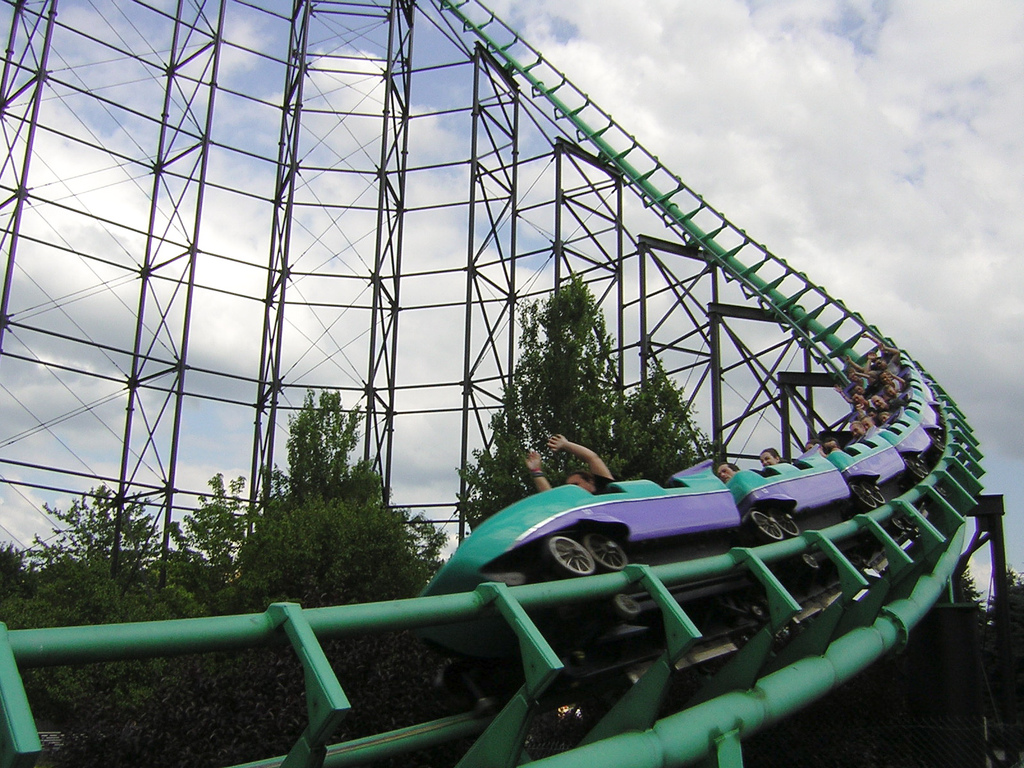
Phantom's Revenge
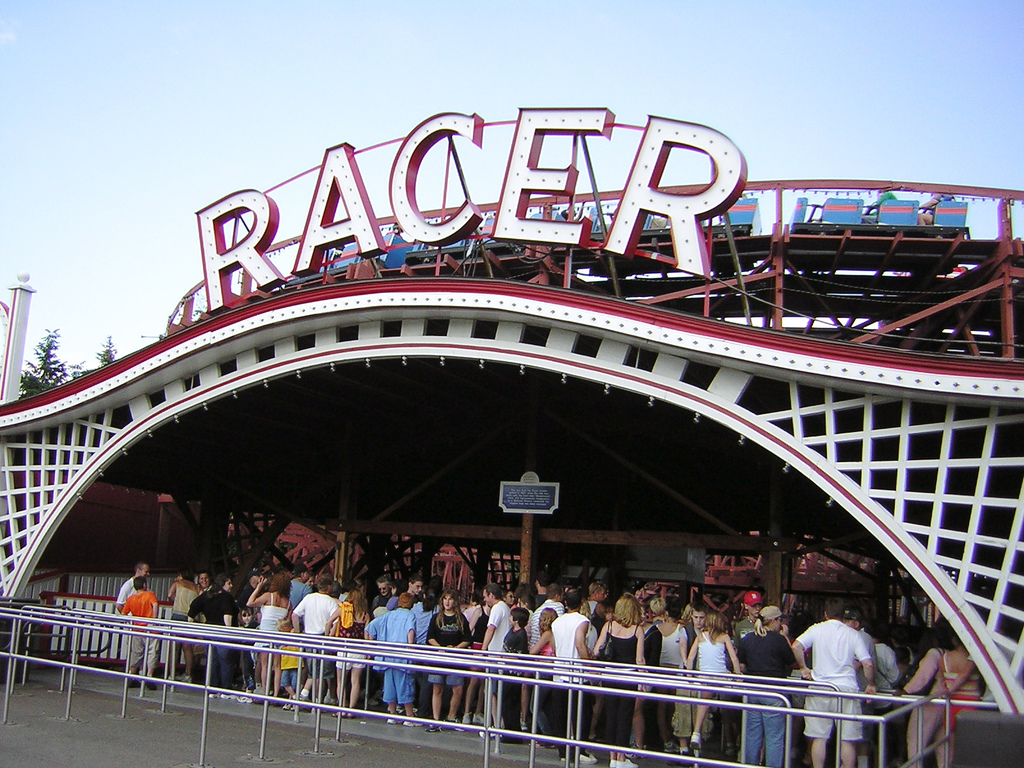
Racer
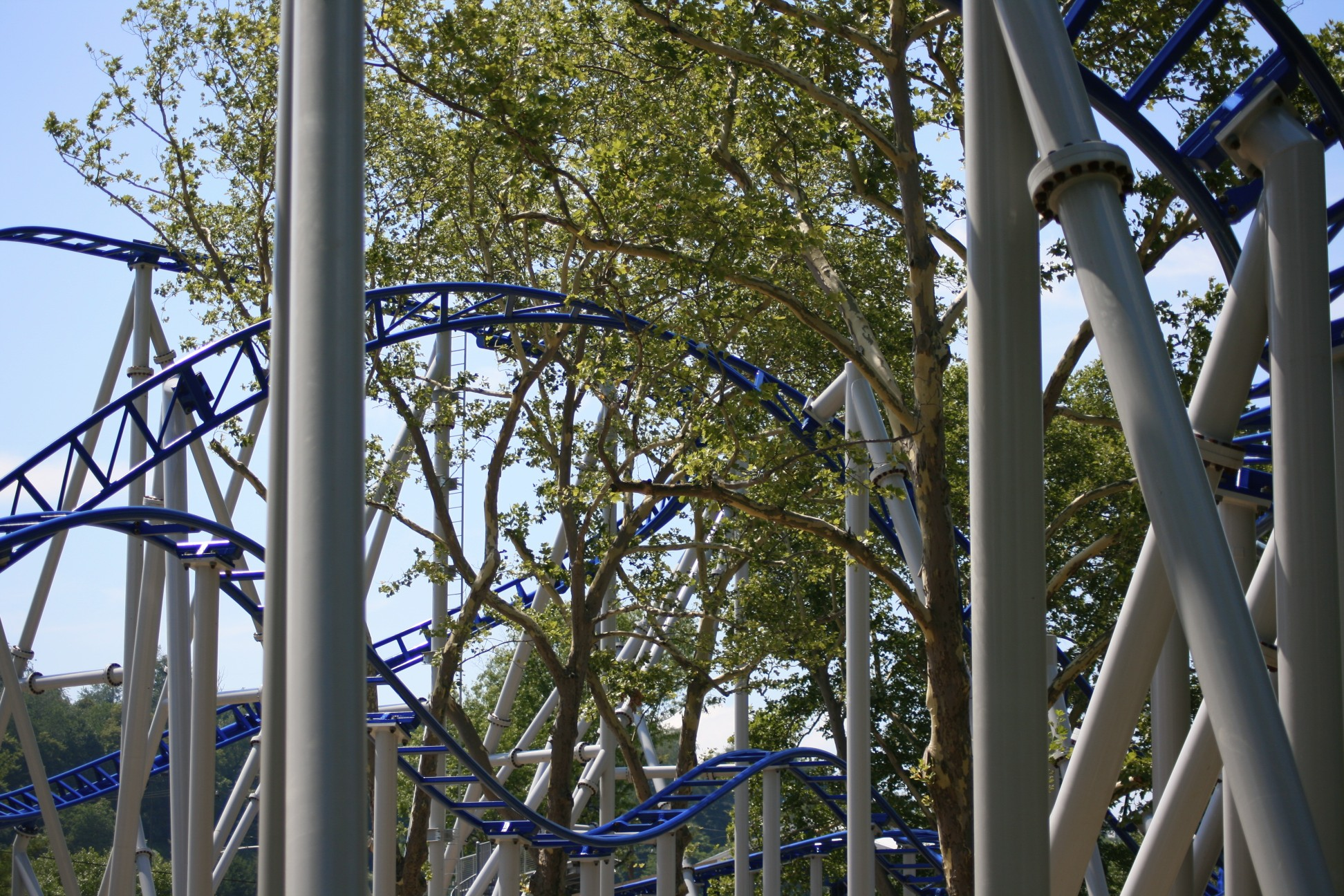
Sky Rocket
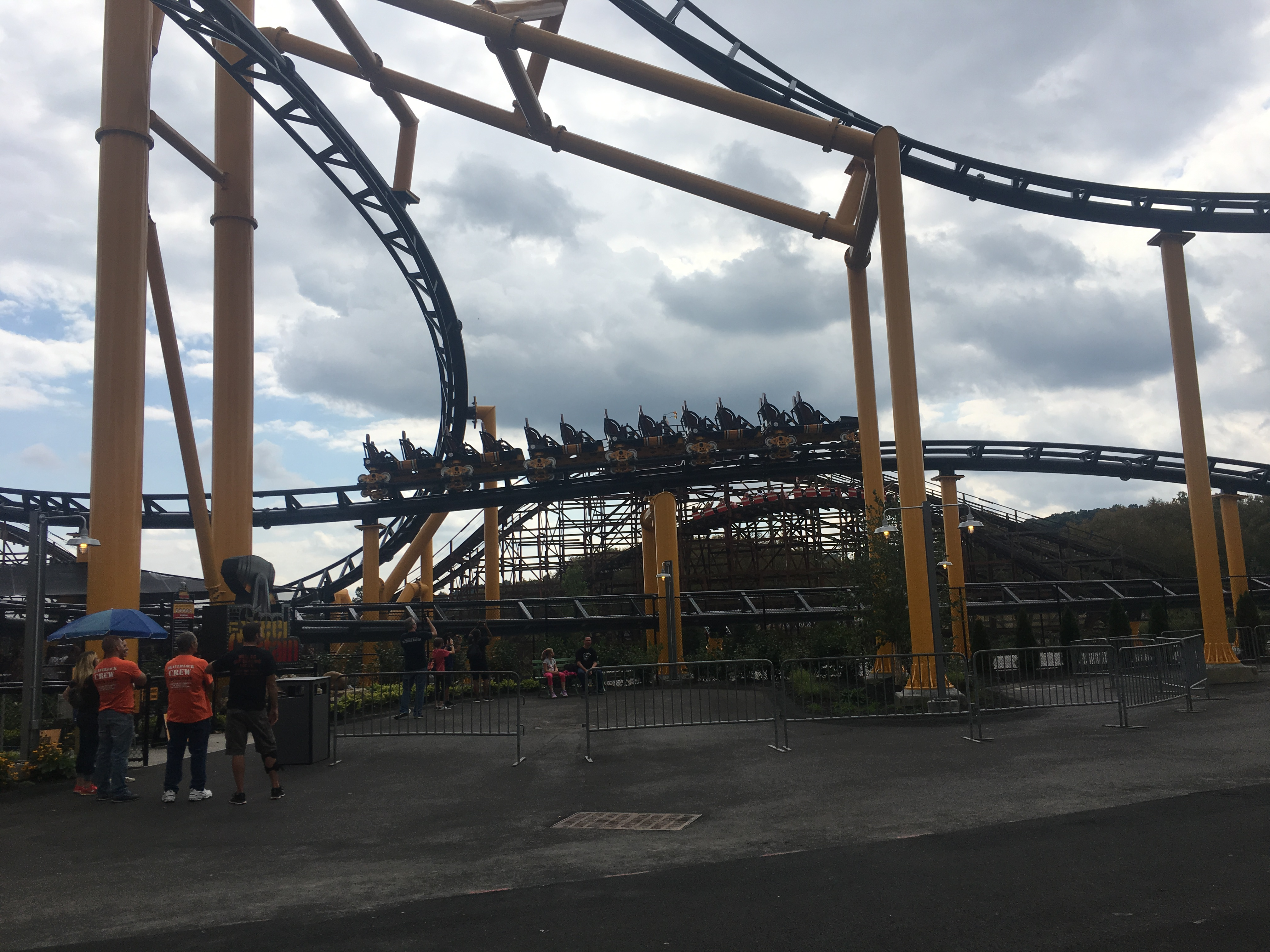
Steel Curtain
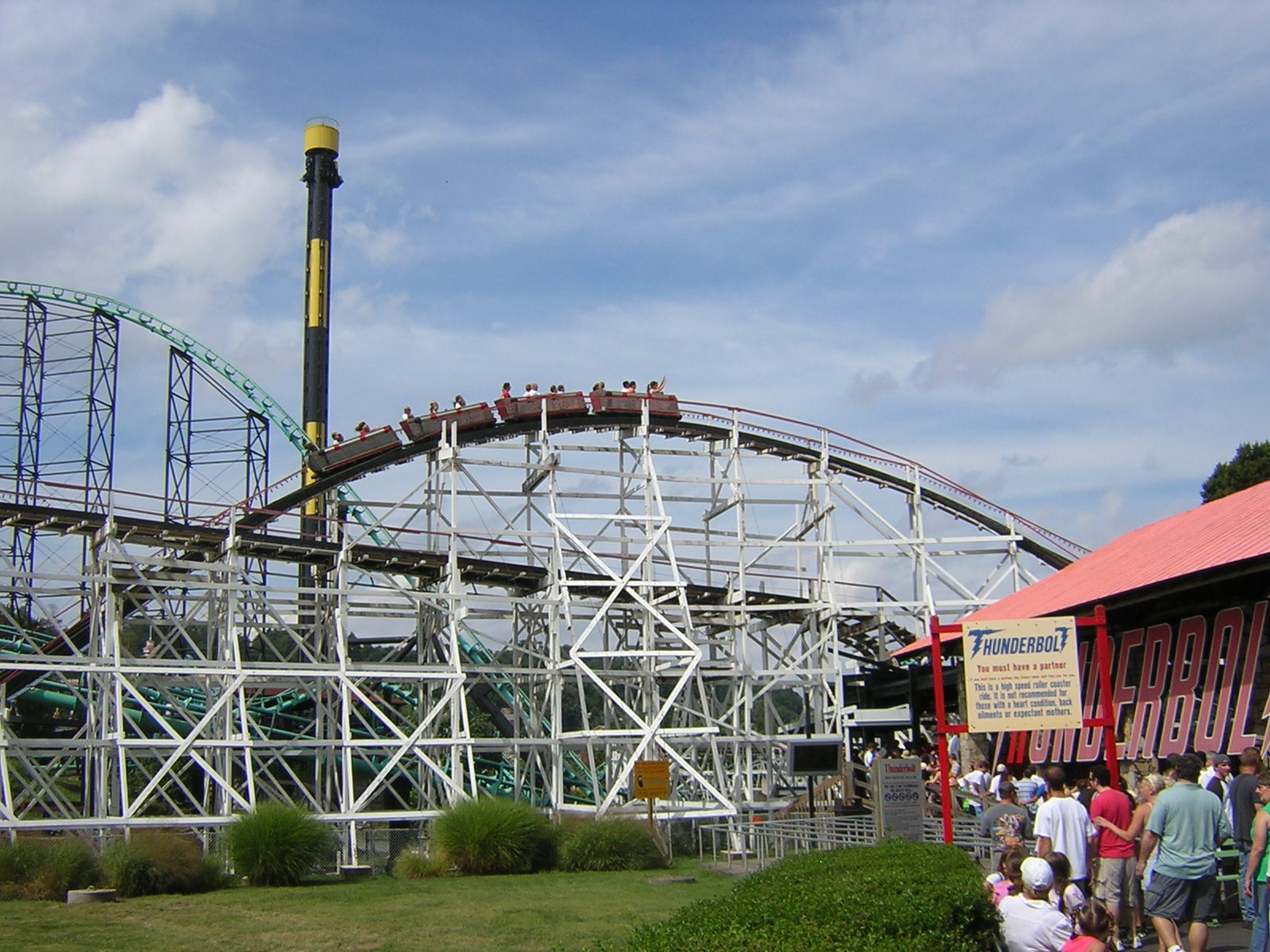
Thunderbolt

#### Disparues
| Nom de l'attraction    | Type                               | Constructeur                  | Année d'ouverture | Année de fermeture |
| ---------------------- | ---------------------------------- | ----------------------------- | ----------------- | ------------------ |
| Brownie Coaster        | Montagnes russes E-Powered en bois | William F. Mangels (en)       | 1928              | 1953               |
| Dipper                 | Montagnes russes en bois           | -                             | 1948              | 1984               |
| Gee Whizz Dip the Dips | Montagnes russes en bois           | -                             | 1902              | 1921               |
| Laser Loop             | Montagnes russes navette           | Anton Schwarzkopf             | 1980              | 1990               |
| Racer                  | Montagnes russes en bois           | Frederick Ingersoll           | 1910              | 1926               |
| Scenic Railway         | Montagnes russes en bois           | Frederick Ingersoll           | 1905              | 1910               |
| Speed-O-Plane          | Montagnes russes en bois           | Frederick Ingersoll           | 1911              | 1923               |
| Steeplechase           | Montagnes russes en métal          | -                             | 1903              | 1904               |
| Teddy Bear             | Montagnes russes en bois           | Philadelphia Toboggan Company | 1935              | 1947               |
| Tickler                | Montagnes russes en bois           | William F. Mangels (en)       | 1931              | 1952               |
| Wild Mouse             | Wild Mouse                         | B.A. Schiff & Associates (en) | 1958              | 1960               |

### Les attractions aquatiques
- Log Jammer - Arrow Dynamics (1975)
- Pittsburg Plunge - Shoot the Chute de Hopkins Rides (1995)
- Raging Rapids - Rivière rapide en bouées d'Intamin (1985)

### Autres attractions
- Aero 360 - Zamperla (2000)
- Auto Race - Parcours en voiture (1930)
- Cosmic Chaos - Mega Disk'O de Zamperla (2007)
- Garfield's Nightmare - Old Mill de Halloween Productions 1901 (remanié complètement en 2004)
- Ghostwood Estate - Parcours scénique interactif de ETF Ride Systems (2008)
- Gran Prix - Autos-tamponneuses de Reverchon (1977)
- King Kahuna - Top Spin de Huss Rides (2003)
- Merry Go Round - Carrousel de William H. Dentzel (1927)
- Musik Express - Music Express de Mack Rides (1987)
- Noah's Ark - Palais du rire 1936 (remanié complètement en 1969, 1996 et 2016)
- Paddle Boat - Bateaux
- Pirate - Huss Rides (1982)
- Pitt Fall - Intamin (1997)
- Skycoaster - Skycoaster de Sky Fun (1994)
- Swing Shot - Screamin' Swing de S&S Worldwide (2006)
- Turnpike - (1966)
- Turtle - Tumble Bug de Traver Engineering Co. (1927)
- Wave Swinger - Chaises volantes de Zierer (1984)
- Whip - The Whip de William F. Mangels (en) (1918)
- Wipeout - Trabant-Wipeout de Chance Rides (1992)

### Anciennes attractions
- Bayern Kurve - Music Express (1994-2004, puis 2009-2020)[2]
- Volcano/Enterprise - Enterprise de Huss Rides (1978-2020)[2]
- Kangaroo - Norman Bartlett (1964-2020)[2]
- Paratrooper - Paratrooper de Frank Hrubetz & Company (en) (1976-2020)[2]